# بیلی وایلدر
بیلی وایلدر (به انگلیسی: Billy Wilder) ‏(۲۲ ژوئن ۱۹۰۶ – ۲۷ مارس ۲۰۰۲) کارگردان، فیلم‌نامه‌نویس، تهیه‌کننده و روزنامه‌نگار آمریکایی اتریشی‌تبار بود. وایلدر در مجموع ۶ بار برنده اسکار شده بود که شامل یک اسکار بهترین فیلم، دو اسکار بهترین کارگردانی و سه اسکار بهترین فیلم‌نامه اقتباسی و غیر اقتباسی می‌باشد. وی همچنین تندیس یک عمر دستاورد هنری را دریافت کرده‌است.

## زندگی
بیلی وایلدر متولد ۲۲ ژوئن ۱۹۰۶ در لهستان امروزی، بیش از ۵ دهه در عرصه سینما حضوری درخشان داشت و پیش از مرگ در ۲۷ مارس ۲۰۰۲ در ۹۵ سالگی، ساخت ۶۰ فیلم را در کارنامه سینمایی‌اش به ثبت رساند.
وایلدر یکی از درخشان‌ترین چهره‌های فیلم‌سازی هالیوود در عصر طلایی محسوب می‌شود که ۶ بار برندهٔ اسکار و ۱۵ بار نامزد این جایزه بود و از این لحاظ یکی از رکوردداران تاریخ سینماست. وی پس از اخراج از دانشگاه وین اتریش، به روزنامه‌نگاری پرداخت و پس از مهاجرت به برلین، در روزنامه‌های محلی، مطالب ورزشی و جنایی می‌نوشت. توانایی وایلدر در نویسندگی، او را به سمت نگارش فیلم‌نامه سوق داد.

## دوره حرفه‌ای
موفقیت عمدهٔ وایلدر پس از حضور او در هالیوود در سال ۱۹۳۳ آغاز شد و اولین اثر مهم او در سال ۱۹۳۹ با فیلم نیمه‌شب رقم خورد که برای اولین بار نامزد اسکار بهترین فیلم‌نامه شد.
پس از آن، موفقیت‌های بعدی وی با فیلم‌نامه آثار پرفروشی چون طلوع را متوقف کن و آتیش‌پاره ادامه یافت و دو بار دیگر نامزد اسکار بهترین فیلم‌نامه شد، اما همچنان در کسب آن ناموفق ماند.
بیلی وایلدر در ساخت بیش از ۶۰ فیلم مشارکت داشت و ۲۷ فیلم را کارگردانی کرد. اما عمده شهرت او بخاطر هفت شاهکارش: غرامت مضاعف، سانست بولوار، بعضی‌ها داغشو دوست دارن، آپارتمان، شاهدی برای تعقیب، تکخال در حفره و ایرما خوشگله است.
وایلدر پس از اولین تجربه کارگردانی‌اش با فیلم بزرگ‌تر و کوچک‌تر، شهرت جهانی خود را با ساخت فیلم غرامت مضاعف در سال ۱۹۴۴ رقم زد که نامزد بهترین کارگردانی و بهترین فیلم‌نامه اسکار شد.
دو سال بعد، وایلدر با فیلم تعطیلات ازدست‌رفته توانست سرانجام جایزه اسکار بهترین کارگردانی و بهترین فیلم‌نامه را به‌دست‌آورد.
این کارگردان و فیلم‌نامه‌نویس سرشناس در سال ۱۹۵۱ با فیلم سانست بلوار، برندهٔ بهترین فیلم‌نامه شد، اما در کسب اسکار بهترین کارگردانی، ناکام ماند.
وایلدر در ادامه با فیلم تک خال در حفره اگرچه به موفقیتی در گیشه نرسید، اما شهرت خود را افزایش داد و بار دیگر نامزد اسکار بهترین فیلم‌نامه شد.
وی در سال ۱۹۵۴ فیلم موفق بازداشتگاه شماره ۱۷ را ساخت که اگرچه اسکار بهترین کارگردانی را برای او به‌همراه نیاورد، اما موجب شد تا ویلیام هولدن، اسکار بهترین بازیگر مرد بگیرد.
یک سال بعد، وایلدر با فیلم سابرینا نامزد اسکار بهترین فیلم‌نامه و کارگردانی شد. اواسط دهه ۵۰ را می‌توان دوران توجه بیلی وایلدر به آثار کمدی توصیف کرد که از جمله آن‌ها می‌توان به خارش هفت ساله (۱۹۵۵)، بعضی‌ها داغشو دوست دارند (۱۹۵۹) و آپارتمان (۱۹۶۰) اشاره کرد.
وی با فیلم آپارتمان سه جایزه اسکار بهترین فیلم‌نامه، بهترین فیلم و بهترین کارگردانی گرفت و با فیلم بعضی‌ها داغشو دوست دارند نامزد اسکار بهترین کارگردانی و بهترین فیلم‌نامه شد.
پس از این سال‌های موفق، حضور وایلدر در عرصه فیلم‌سازی دیگر مانند گذشته نبود، به طوری که فیلم‌های یک، دو، سه (۱۹۶۱)، احمق مرا ببوس (۱۹۶۴)، شیرینی شانس (۱۹۶۶)، زندگی خصوصی شرلوک هولمز (۱۹۷۰) تقریباً آخرین آثار کارنامه سینمایی او بودند.
بیلی وایلدر در سال ۱۹۸۸ جایزه اسکار یادبود ایروینگ جی. تالبرگ گرفت و ستاره وی در کوچه شهرت هالیوود نقش بست. وی در ۵ دهه فعالیت سینمایی ۱۵ بار نامزد جایزه اسکار شد که از این لحاظ یکی از رکوردداران تاریخ سینماست.
از دیگر افتخارات سینمایی بیلی وایلدر می‌توان به جایزه بافتا بهترین فیلم (۱۹۶۰)، جایزه خرس طلایی افتخاری برلین (۱۹۹۳)، جایزه بزرگ جشنواره کن (۱۹۴۶)، جایزه یک عمر دستاورد سینمایی از پارلمان اروپا (۱۹۹۲)، دو جایزه بهترین فیلم از گلدن گلوب (۱۹۴۶–۱۹۵۱) و شیر طلایی افتخاری ونیز (۱۹۷۲) اشاره کرد.
با این که وایلدر همیشه دلیل اصلی روی آوردنش به کارگردانی را «مواظبت کردن از فیلم‌نامه‌هایش» - که معمولاً به دست بقیه کارگردان‌ها خراب می‌شد - عنوان کرده، اما آثار او – از همان فیلم نخستین – چنان محکم و عالی‌اند که این ادعا را فقط باید به حساب تواضع فیلم‌ساز گذاشت.

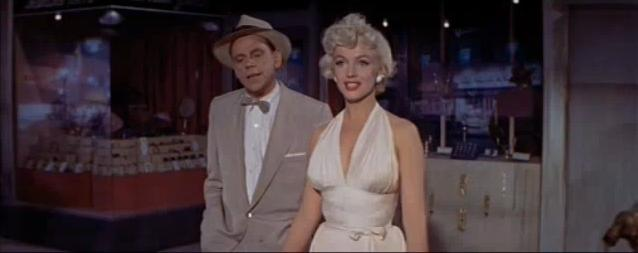
نمایی از فیلم خارش هفت ساله (۱۹۵۵)

به شهادت آثارش او هرگز خود را محدود به مصور کردن فیلم‌نامه‌های درخشانش نکرده‌است. البته شکی نیست که این فیلم‌نامه‌های دقیق و پُر جزئیات در زمان‌هایی که حوصله‌ای برای کارگردانی وسواسی نمانده بود به کمکش می‌آمدند (مانند آخرین فیلمش رفیق رفیق).
در میان خیل عظیمی از ستارگان کلاسیک، از باربارا استانویک تا هامفری بوگارت و از گری کوپر تا جیمز کاگنی و ری میلند، وایلدر از جک لمون و والتر ماتائو بیشترین بهره را برده، در حالی که ویلیام هولدن بعضی از بهترین بازی‌هایش را مدیون فیلم‌های وایلدر است.

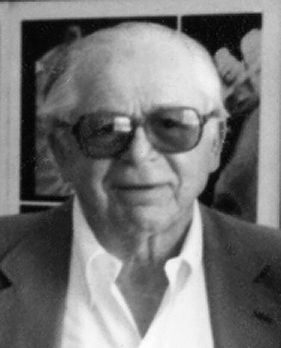
بیلی وایلدر در برلین، ۱۹۸۹

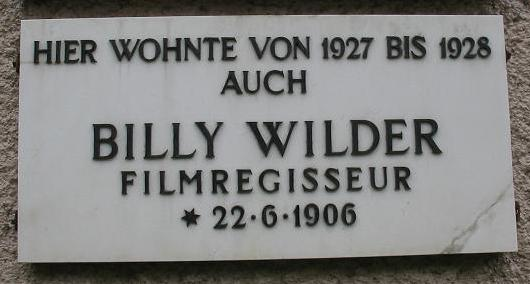
پلاک یادبود برای بیلی وایلدر در برلین، به نشانی برلین-شونِبرگ، ویکتوریا-لوئیز-پلاتز ۱۱. بر روی پلاک نوشته شده: بیلی وایلدر، کارگردان فیلم، از سال ۱۹۲۷ تا ۱۹۲۸ ساکن این مکان بود. * ۲۲٫۶٫۱۹۰۶

## فیلم‌شناسی
| نام                                                     | سال انتشار |
| ------------------------------------------------------- | ---------- |
| دانهٔ بد (اولین فیلم وایلدر)                             | ۱۹۳۴       |
| بزرگ‌تر و کوچک‌تر                                         | ۱۹۴۲       |
| پنج گور تا قاهره                                        | ۱۹۴۳       |
| غرامت مضاعف                                             | ۱۹۴۴       |
| تعطیلی ازدست‌رفته                                        | ۱۹۴۵       |
| آسیاب مرگ (فیلم کوتاه) (کارگردانی مشترک با هانوش بورگر) | ۱۹۴۵       |
| والس امپراتوری                                          | ۱۹۴۸       |
| ماجرای خارجی                                            | ۱۹۴۸       |
| سان‌ست بلوار                                             | ۱۹۵۰       |
| تک خال در حفره                                          | ۱۹۵۱       |
| بازداشتگاه شماره ۱۷                                     | ۱۹۵۳       |
| سابرینا                                                 | ۱۹۵۴       |
| خارش هفت‌ساله                                            | ۱۹۵۵       |
| روح سنت لوئیس                                           | ۱۹۵۷       |
| عشق در بعدازظهر                                         | ۱۹۵۷       |
| شاهدی برای تعقیب                                        | ۱۹۵۷       |
| بعضی‌ها داغشو دوست دارن                                  | ۱۹۵۹       |
| آپارتمان                                                | ۱۹۶۰       |
| یک، دو، سه                                              | ۱۹۶۱       |
| ایرما خوشگله                                            | ۱۹۶۳       |
| احمق مرا ببوس                                           | ۱۹۶۴       |
| شیرینی شانس                                             | ۱۹۶۶       |
| زندگی خصوصی شرلوک هولمز                                 | ۱۹۷۰       |
| آوانتی!                                                 | ۱۹۷۲       |
| صفحهٔ اول                                                | ۱۹۷۳       |
| کلاه شاپو                                               | ۱۹۷۸       |
| رفیق رفیق (آخرین فیلم وایلدر)                           | ۱۹۸۱       |

## جوایز مهم
- یک عمر دستاورد هنری – انجمن فیلم مرکز لینکلن – به سال ۱۹۸۲
- یک عمر دستاورد هنری – مدال ملی هنر – به سال ۱۹۹۳
- گلدن گلوب: برنده بهترین کارگردانی - ۱۹۴۵